# أورجان مادسن
أورجان مادسن (بالنرويجية البوكمول: Ørjan Madsen)‏ (مواليد 3 مارس 1946) هو سبّاح نرويجي، مثّل بلاده في الألعاب الأولمبية الصيفية 1968.

## روابط خارجية
أورجان مادسن على موقع الاتحاد الدولي للسباحة (الإنجليزية)
- أورجان مادسن على موقع أوليمبيديا (الإنجليزية)